# Terssac
Terssac is een gemeente in het Franse departement Tarn (regio Occitanie) en telt 911 inwoners (1999). De plaats maakt deel uit van het arrondissement Albi.

## Geografie
De oppervlakte van Terssac bedraagt 5,4 km², de bevolkingsdichtheid is 168,7 inwoners per km².

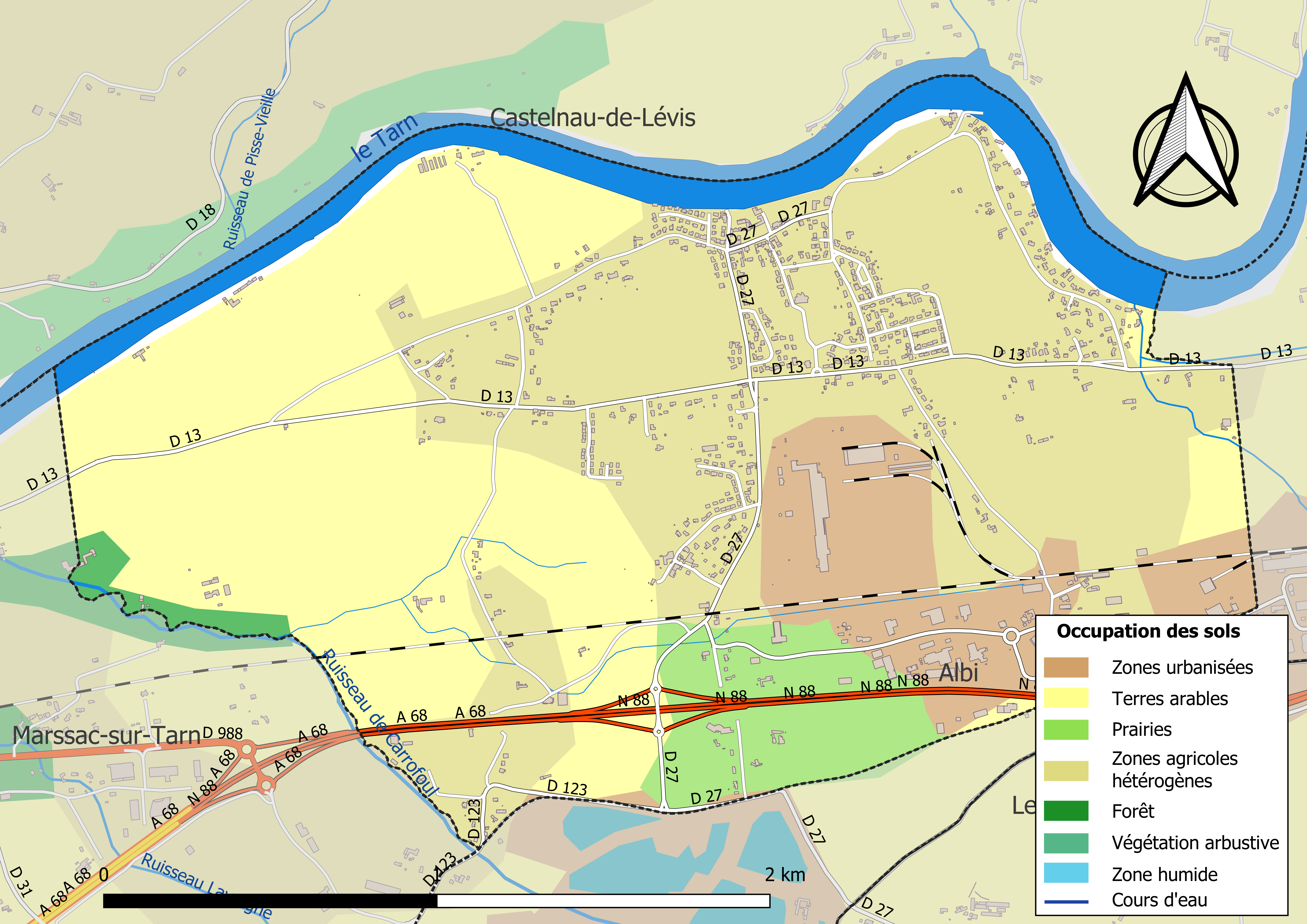
Kaart van de gemeente met de belangrijkste infrastructuur, bodemgebruik en omliggende gemeenten

## Demografie
Onderstaande figuur toont het verloop van het inwonertal (bron: INSEE-tellingen).